# Château de Newcastle (Bridgend)
Le château de Newcastle est un château construit en 1106 par Guillaume de Londres, compagnon de Robert FitzHamon, conquérant du Glamorgan. Il constitue un des éléments de défense de l'Angleterre contre les Gallois. Le château de Newcastle est situé sur la colline de Newcastle et domine le centre-ville de Bridgend (pays de Galles).